# Área de Conservação da Paisagem de Salajõe
A Área de Conservação da Paisagem de Salajõe é um parque natural localizado no condado de Lääne-Viru, na Estónia.
A área do parque natural é de 16 hectares.
A área protegida foi fundada em 1964 para proteger a área carstica de Salajõe e os seus arredores. Em 2001, a área protegida foi designada como área de conservação paisagística.